# Walassi Aires
Walassi Aires (21 de abril de 1981) es un deportista brasileño que compitió en taekwondo. Ganó una medalla de bronce en los Juegos Panamericanos de 2003, y dos medallas de plata en el Campeonato Panamericano de Taekwondo en los años 1998 y 2000.

## Palmarés internacional
| Juegos Panamericanos    | Juegos Panamericanos            | Juegos Panamericanos | Juegos Panamericanos |
| Año                     | Lugar                           | Medalla              | Categoría            |
| ----------------------- | ------------------------------- | -------------------- | -------------------- |
| 2003                    | Santo Domingo (Rep. Dominicana) | Medalla de bronce    | +80 kg               |
| Campeonato Panamericano |                                 |                      |                      |
| Año                     | Lugar                           | Medalla              | Categoría            |
| 1998                    | Lima (Perú)                     | Medalla de plata     | –70 kg               |
| 2000                    | Oranjestad (Aruba)              | Medalla de plata     | –78 kg               |